# 德式蛋糕
德式蛋糕（源自德語Torte，又来自義大利語torta），是豐盛、多層蛋糕的意思，蛋糕的夾層裡面填滿了奶油、奶油霜、慕斯、果醬或水果。
一般來說，蛋糕的餡餅冷卻後會上釉，並在上面添加裝飾。

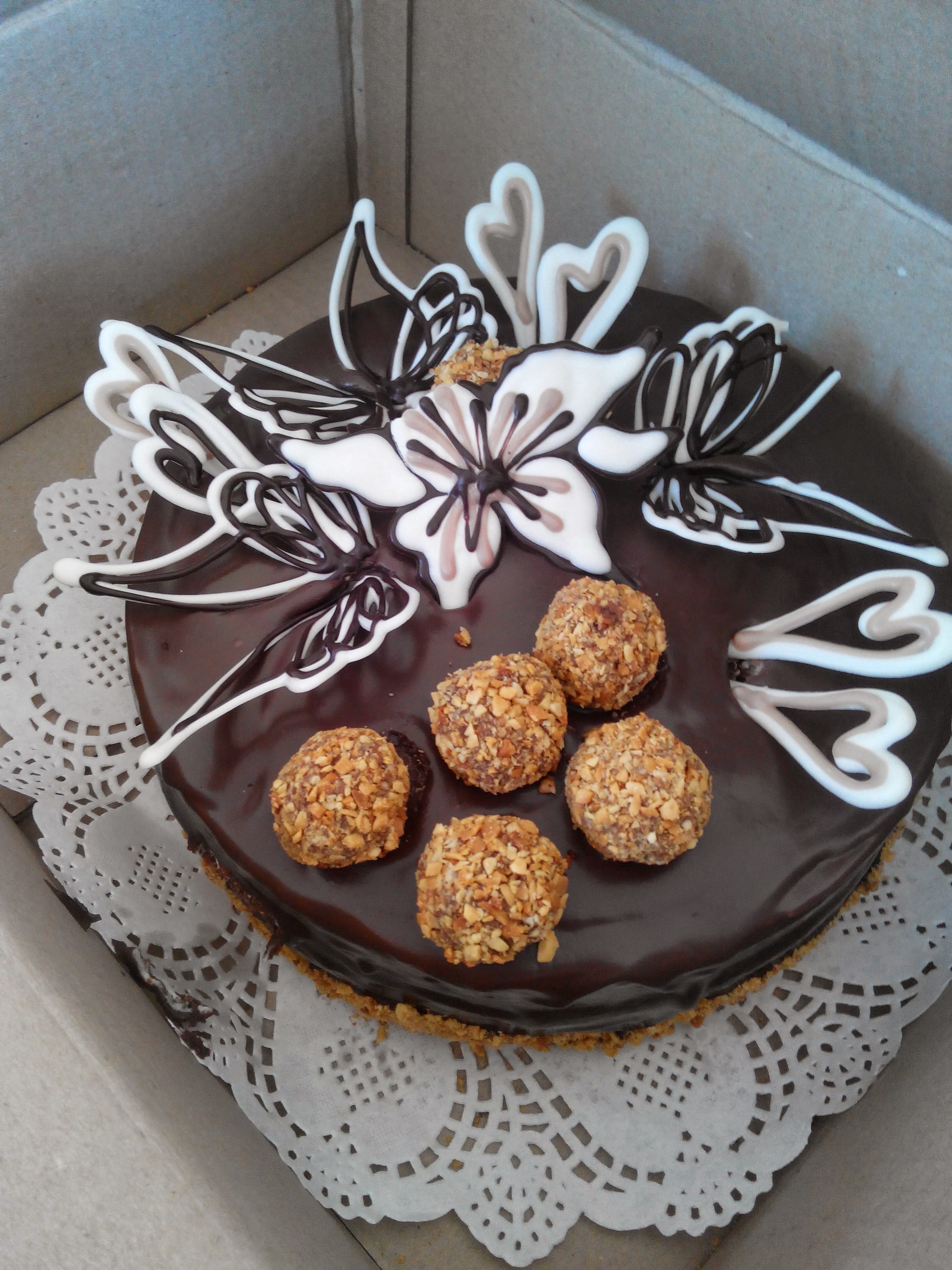
巧克力蛋糕

## 起源
最著名的典型蛋糕包括奥地利的薩赫蛋糕和林茲蛋糕，德國的黑森林蛋糕，以及匈牙利的多層蛋糕。但還有其他歐洲著名的甜點蛋糕，像是法國的山多諾黑蛋糕。
在匈牙利、波蘭、捷克、斯洛伐克、烏克蘭和俄羅斯等國，蛋糕通常被稱為tortes。在波蘭語中，tort這個詞為蛋糕、層狀蛋糕或奶油蛋糕之意，用於「tort urodzinowy」（生日蛋糕）、「tort weselny」（結婚蛋糕）等詞語，但是一般較常使用「ciasto」泛稱各個種類的蛋糕。tort的指小詞「torcik」被翻譯為撻或蛋糕。

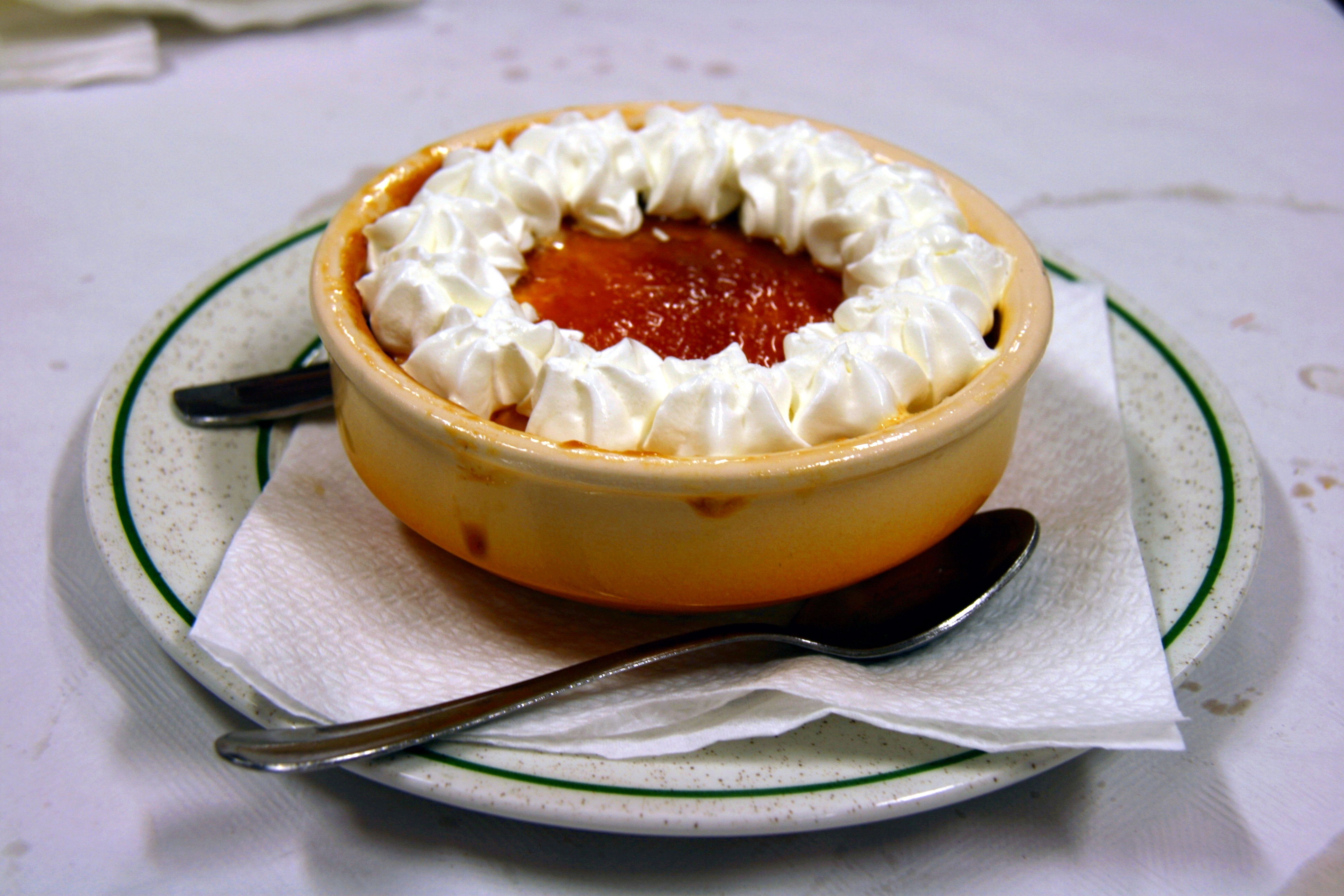
威士忌蛋糕

## 糖霜
糖霜是德式蛋糕的常見成分（法國的幾種奶油蛋糕例外，如瑞士卷和阿爾卡薩蛋糕。）當蛋糕被分層，各層間會舖上一層厚厚的糖霜，蛋糕的頂部和側邊幾乎也都會有糖霜。威士忌蛋糕就是一个例子，但許多歐洲的奶油蛋糕没有分層，例如德式的「奶酪蛋糕」，也沒有經過烘烤的。